# Nieudan
Nieudan (okzitanisch Noudòm) ist eine französische Gemeinde mit 106 Einwohnern (Stand 1. Januar 2022) im Département Cantal in der Region Auvergne-Rhône-Alpes (vor 2016 Auvergne). Sie gehört zum Arrondissement Aurillac und zum Kanton Saint-Paul-des-Landes. 

## Lage
Nieudan liegt etwa 22 Kilometer westnordwestlich von Aurillac im Zentralmassiv, in der Naturlandschaft Châtaigneraie. An der nördlichen Gemeindegrenze verläuft der Fluss Etze. Umgeben wird Nieudan von den Nachbargemeinden Saint-Santin-Cantalès im Norden, Saint-Victor im Nordosten und Osten, Ayrens im Osten, Saint-Paul-des-Landes im Osten und Südosten, Saint-Étienne-Cantalès im Süden sowie Laroquebrou im Westen.

## Bevölkerungsentwicklung
| Jahr                       | 1962 | 1968 | 1975 | 1982 | 1990 | 1999 | 2006 | 2011 | 2019 |
| Einwohner                  | 134  | 115  | 105  | 99   | 97   | 105  | 106  | 108  | 102  |
| Quellen: Cassini und INSEE |      |      |      |      |      |      |      |      |      |

## Sehenswürdigkeiten
- Tumulus und teilzerstörter Dolmen bei Peyrelevade

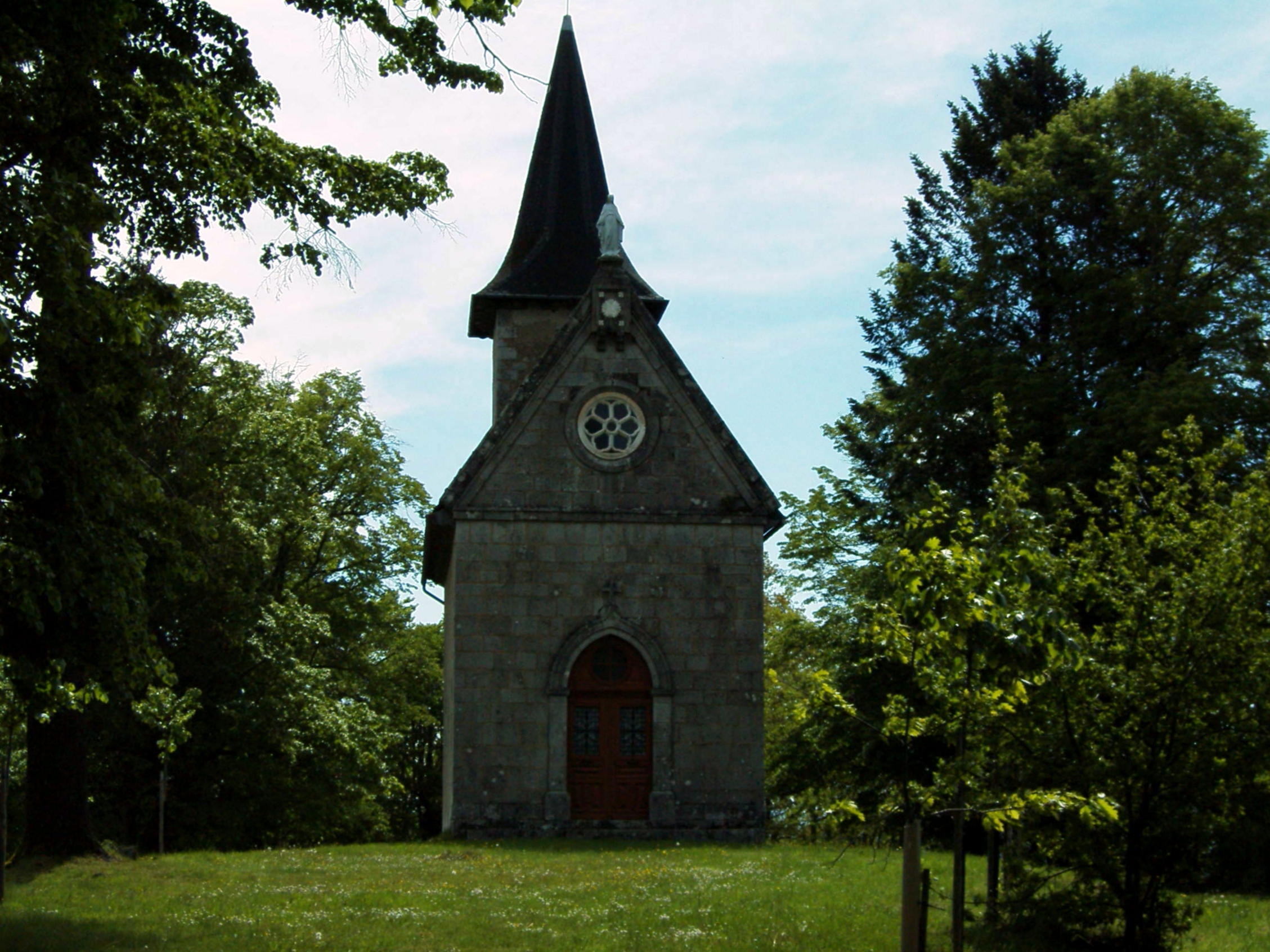
Kapelle am Le Puy Rachat

- Kapelle am Le Puy Rachat